# Mía FM
Mía FM es una radioemisora argentina fundada el 17 de agosto de 2009 en la Ciudad de Córdoba. Su programación se enfocó, inicialmente, a las baladas y románticos. Nació ocupando la frecuencia de Mitre Buenos Aires y «apuntó al segmento de hombres y mujeres de nivel socioeconómico medio y medio alto, de 22 a 49 años».
En 2011, la radio fue premiada en la categoría Mejor transmisión web de Estación de aire de los RAIN Internet Radio Awards, junto a FM Del Lago y Radio X.